# Tubaína

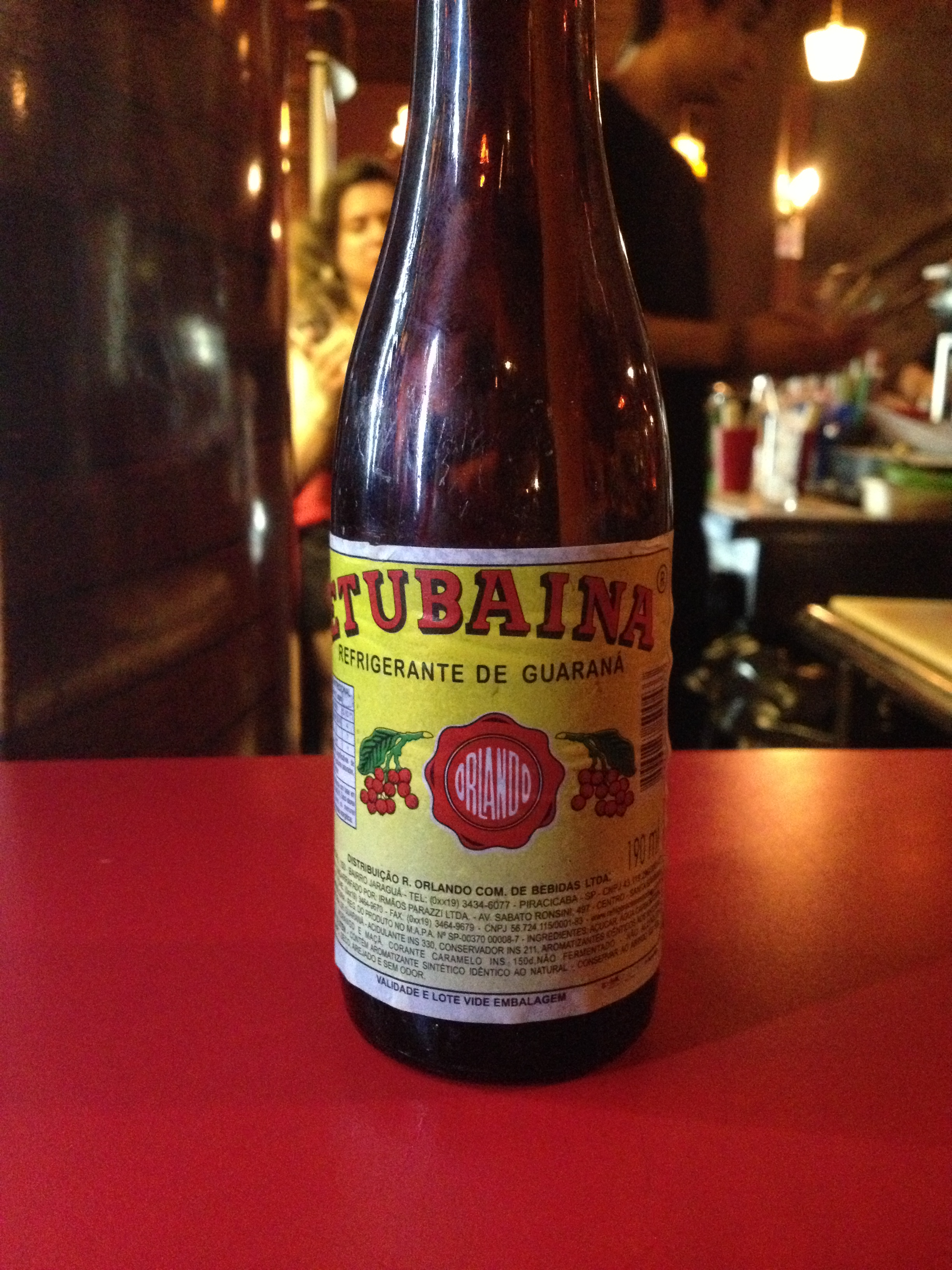
Etubaína Orlando, fabricada em Piracicaba desde 1913.

Tubaína é um tipo de refrigerante regional, típico do interior do estado de São Paulo, tradicionalmente à base de guaraná, com flavorizantes e aromatizantes de tutti-frutti.  O termo também é utilizado para quaisquer outros refrigerantes de produção regional em pequena escala, em especial aqueles que são vendidos em garrafas de vidro e frascos de cerveja (a mesma da cerveja tradicional), embora hoje sejam mais utilizadas garrafas feitas em PET.

## História
A primeira tubaína foi criada em Piracicaba por José Miguel de Andrade, proprietário da fábrica de licores e vinagres Andrade, fundada em 1890, e posteriormente chamada de Fábrica de Bebidas Andrade. A partir de 1898 Andrade começou a fabricar o refrigerante Gengi-Birra, que existia desde 1870 na capital paulista, e mais ou menos por essa época lançou outro refrigerante, a Cotubaína. O nome foi inventado pelo intelectual piracicabano Thales de Andrade, filho de José Miguel, e um dos pioneiros da literatura infantil brasileira. Segundo o jornalista piracicabano, Cecílio Elias Netto, o próprio Thales contava que quando era menino experimentou a receita inventada pelo pai, estalou a língua de tanto prazer e exclamou, cumprimentando o pai: “Pai, esse refresco está cotuba, cotuba prá daná.” A palavra “cotuba”, à época e segundo Thales, tinha o significado que, para nós, passaram a ter palavras como legal, bacana, jóia. “Cotubaína”, pois, era uma tubaína legal, jóia, dez. Thales de Andrade criou o nome, a família aceitou.
Não demorou para que o sufixo Tubaína fosse um sucesso e passasse a ser adotado por outros fabricantes de Piracicaba e, mais tarde, de outras cidades paulistas, como um novo gênero de refrigerante, assim como é a Cola e o Guaraná, surgindo marcas como Etubaína, Itubaína, Tatuína, Taubaína, Jaubaína, Jubaína. Em 27 de fevereiro de 1913, o italiano Vicente Orlando fundou a Fábrica de Refrigerantes Orlando, onde começou a produzir Gengi-birra e a Etubaína Orlando. A Etubaína é atualmente a marca de Tubaína mais antiga com o sufixo escrito no rótulo e recebeu diversas homenagens em 2013 por chegar aos 100 anos.
Outra marca antiga de tubaína é a Fabbri, criada em 1898, em Brodowski, pelo italiano Natale (Natal) Fabbri e sua esposa, Dona Carolina Vanzelli Fabbri. A Fábrica de Cerveja e Gazosa Fabbri Natale, hoje Fabbri Bebidas, é atualmente a fabricante de tubaínas em atividade mais antiga do Brasil, produzindo marcas como Guaraná Cabeça de Bugre, e Maçã Fabbri.
Devido ao custo baixo (cerca de 20% do valor de uma Coca-Cola), as tubaínas são muito populares no interior de São Paulo. Dentre as mais conhecidas temos: Vedete taubaina (desde1946),Bacana, Taubacana,Cotuba, Arco Iris, Vieira Rossi, Tubaína Jaboti (desde 1968), Tubaína Rainha (já extinta), Tubaína Conquista, Tubaína Funada, Tupinambá (extinta), Elite (já extinta), Cristalina, Frutty Bom, Simba, Don, Estrela, Guarani, Minada, São José, Itubaína (Schincariol), Tubaína Baré, Tubaina Bremer (também extinta) entre muitas outras. Algumas marcas regionais com disponibilidade apenas nos respectivos estados de origem, como por exemplo o Guaraná Pureza produzido em Santa Catarina, não deixam de se enquadrar na definição de tubaína, ainda que tal denominação possa ser mal-interpretada e considerada depreciativa fora de São Paulo.
Apesar da sua existência ser anterior, há muita polêmica e disputas judiciais pela marca Tubaína, que é usada por vários fabricantes. Fundada em 1935 com a marca Turbaína, a empresa Ferráspari, de Jundiaí, registrou em 1953 a marca "Tubaína", para "refrescos", e a depositou no Instituto Nacional de Propriedade Industrial (INPI) em 1977, com registros concedidos em 1981 e vigência até 2011, com pedido de prorrogação.  Mas a empresa vem perdendo processos e pedidos de indenização.  Em 2013, o desembargador Messod Azulay Neto, do Tribunal Regional Federal (TRF) da 2ª Região (Rio de Janeiro e Espírito Santo), indicou que o próprio dicionário atesta que a marca é popular – e manteve o direito de uso de nome similar. No TJ-SP, a Câmara Reservada de Direito Empresarial também já havia indicado a prescrição em caso semelhante.
Em 2009, é inaugurado em São Paulo o primeiro bar e restaurante do Brasil especializado em tubaínas, o Tubaína Bar, com uma oferta de mais de 30 rótulos de tubaínas, drinques a base do refrigerante e até um Tubalier, especializado em degustações do produto.

## Popularização econômica
Conhecidas por seu baixo custo, muitas destas bebidas têm apelo popular sem que as empresas fabricantes tenham, para isso, lançado mão de táticas de mercância e publicidade para ganhar novos consumidores. As marcas líderes em vendas ainda continuam com sua fatia no mercado, mas o crescimento da participação de refrigerantes de pequenas fábricas chega a incomodá-las, pois muitas destas modestas fábricas estão se modernizando e tendo acesso a formas de industrialização e embalagem similares, como uso da garrafa PET. Curiosamente, mesmo com toda a popularidade das Tubaínas, Pepsi e Coca-Cola, gigantes do setor, não desenvolveram o sabor em seus portfólios.